# شیمازو شیگه‌هیده
شیمازو شیگه‌هیده (به ژاپنی: 島津 重豪 しまづ しげひで); ۲۹ نوامبر ۱۷۴۵ – ۶ مارس ۱۸۳۳) بیست و هشتمین رهبر خاندان شیمازو و هشتمین ارباب قلمرو ساتسوما و پدر همسر اصلی شوگون یازدهم توکوگاوا ایه‌ناری، کودای‌ئین در دوره ادو اهل ژاپن بود.